# 完颜蒙葛
完颜蒙葛，又作完颜蒙刮、完颜蒙适、完颜蒙括，金朝开国功臣之一，女真族，完颜氏。
金太祖收国元年（1115年），跟随完颜阿骨打攻打辽天祚帝，身被数创，力战功著。金太宗天会四年（1126年），跟随右元帅完颜宗望攻北宋的真定府。天会七年（1129年），与河北西路兵马都总管蒲卢浑率领万骑追袭宋高宗至扬州。金世宗大定年间，追封银青光禄大夫，名列衍庆功臣。